# DUKE松山
デューク松山（Duke Matsuyama 、1956年10月7日 - ）は、鹿児島県出身の日本のイリュージョニスト、舞台演出家、イリュージョンデザイナー、総合エンターテイメントプロデューサー。
本名：松山 秀生（まつやま しゅうせい）。
株式会社キップス代表取締役。

## 人物・経歴
幼少の頃よりマジックにめざめ、桐朋学園芸術短期大学、演劇専攻科に入学。3年間演技演出を学ぶ。専攻課程を修了し、安部公房スタジオに入団し、その影響を強く受ける。その後二代目引田天功の育成にあたり、数々の新作イリュージョンを輩出する。特に『新・人造人間』が海外から脚光をあび、世界的に栄誉ある賞〔Magician of the Year〕を天功が獲得する。88年に独立し現在のKIPSを設立。3D-SFX事業を展開。空間の魔術師として異名を取り、小林幸子の紅白衣装を2000年〜2011年、2015年にプロデュースしている。芸能界でもジャニーズ、エイベックス、アップフロント、ビーイング関連などでも、数多くアーティストのステージをマジックやイリュージョンで手がけている。テーマパークでも数多くの実績を残し、近年では海外のテーマパークも手がけている。マジックの業界では、セロをサポートしている。弟子にはサーシャとマリーの女性2名組のイリュージョンユニットWiZ(ウィズ)がおり、大掛かりなステージを得意としてTVや様々な舞台で活躍している。松山はイリュージョンの世界を総合的な舞台芸術としてとらえている。